# Trois-Vèvres
Trois-Vèvres ist eine französische Gemeinde mit 243 Einwohnern (Stand: 1. Januar 2022) im Département Nièvre in der Region Bourgogne-Franche-Comté (vor 2016 Bourgogne). Sie gehört zum Arrondissement Nevers und zum Kanton Imphy (bis 2015 La Machine).

## Geografie
Trois-Vèvres liegt etwa 19 Kilometer ostsüdöstlich von Nevers. Umgeben wird Trois-Vèvres von den Nachbargemeinden Beaumont-Sardolles im Norden und Nordwesten, Thianges im Osten und Nordosten, La Machine im Osten und Südosten, Sougy-sur-Loire im Süden sowie Druy-Parigny im Westen und Südwesten.

## Bevölkerungsentwicklung
| Jahr                       | 1962 | 1968 | 1975 | 1982 | 1990 | 1999 | 2006 | 2013 |
| Einwohner                  | 343  | 337  | 302  | 241  | 258  | 240  | 241  | 238  |
| Quellen: Cassini und INSEE |      |      |      |      |      |      |      |      |